# 凯尔文·格雷厄姆
凯尔文·格雷厄姆（英語：Kelvin Graham，1964年4月27日—），澳大利亚男子皮划艇运动员。他曾代表澳大利亚参加1988年和1992年夏季奥林匹克运动会皮划艇比赛，共获得二枚铜牌。